# Eufemia de Ross
Eufemia z Ross, ang. Euphemia de Ross (ur. 1329, zm. 1386) – królowa Szkotów w 1371–1386 jako żona Roberta II Stuarta.
Była córką Hugona (przed 1297–1333), hrabiego Ross, i jego drugiej żony Małgorzaty z Graham, córki Jana z Abercorn. Ok. 1345 została wydana za Johna Randolpha (zm. 1346), hrabiego Moray, dawnego regenta króla Dawida II Brusa (1324–1371). Małżeństwo pozostało jednak bezdzietne. 2 maja 1335 poślubiła Roberta Stuarta (1316–1390), syna Waltera (ok. 1296–1327), wielkiego stewarda i Małgorzaty Bruce (ok. 1296–1317), księżniczki Szkocji. Ponieważ narzeczeni byli kuzynami drugiego stopnia, przed zawarciem ślubu Robert uzyskał dyspensę od papieża Innocentego VI. 22 stycznia 1371 Eufemia została królową w wyniku objęcia tronu przez jej męża. Zostali koronowani 26 marca tego samego roku. Ze związku z Robertem pochodzi czworo dzieci:
- Elżbieta (1356–po 1407) ⚭ Dawid Lindsay (ok. 1360–1407), hrabia Crawford, syn Aleksandra (zm. 1381)
- Dawid (1357–1389), wielki baliw Strathearn ⚭ Eufemia Lindsay, córka Aleksandra (zm. 1381)
- Walter (1360–1437), hrabia Atholl ⚭ Małgorzata Barclay (ok. 1362–po 1437), pani Brechin
- Egidia (ok. 1370–po 1391) ⚭ William Douglas (ok. 1370–1391)[2].

Przodkowie:
| 4. Wilhelm z Ross     |  |                        |  |  |                   |
|                       |  | 2. Hugo z Ross         |  |  |                   |
| 5. Eufemia z Berkeley |  |                        |  |  |                   |
|                       |  |                        |  |  | 1. Eufemia z Ross |
| 6. Jan z Abercorn     |  |                        |  |  |                   |
|                       |  | 3. Małgorzata z Graham |  |  |                   |
| 7. N.N.               |  |                        |  |  |                   |
|                       |  |                        |  |  |                   |